# Orgbüro des Zentralkomitees der KPdSU
Orgbüro (russisch Оргбюро́ Orgbjuro) war von 1919 bis 1952 die Bezeichnung für das Organisationsbüro des Zentralkomitees (ZK) der herrschenden Kommunistischen Partei (unter den Bezeichnungen KPR(B) bis 1925, WKP(B) 1925–1952) in Sowjetrussland und ab 1922 in der Sowjetunion.
Neben dem bedeutsameren Sekretariat des ZK  und dem Politbüro bestand seit dem Frühjahr 1919 zeitweise das sogenannte Orgbüro. Das Organisationsbüro der Partei wurde vom Plenum des Zentralkomitees gewählt und setzte sich aus ZK-Mitgliedern zusammen. Einige ZK-Mitglieder waren in beiden Gremien tätig. Dazu gehörten u. a. Nikolai Krestinski, Josef Stalin, Jelena Stassowa, Andrei Andrejew und Michail Tomski. Das Orgbüro verlor sehr bald seine Bedeutung.  Der XIX. Parteitag der KPdSU von 1952 übertrug die rein organisatorischen Kompetenzen des Orgbüros auf das Sekretariat des ZKs und löste das Orgbüro auf.